# كيت مويرا ريان
كيت مويرا ريان (بالإنجليزية: Kate Moira Ryan)‏ هي كاتبة مسرحية وكاتِبة أمريكية، ولدت في 1966 في يونكيرس في الولايات المتحدة.